# Crise digital
Crise digital (em inglês, digital crisis) pode ser definida quando um assunto negativo e/ou polêmico passa a ganhar relevância na Internet e evidencia proporções maiores diante de seus diferentes públicos. Ou seja, uma crise nas redes sociais se desenvolve por meio da proliferação de informações ou boatos sobre determinado tema ou determinada organização, ganhando relevância e virando assunto entre os públicos, que utilizam as plataformas de redes digitais para manifestar suas opiniões e indignações, atingindo, dessa forma, a reputação de uma organização. Sendo assim, a área de comunicação - em especial as relações públicas - exerce papel fundamental na gestão dessa crise.
Uma crise corporativa no ambiente digital tem o potencial de alcançar proporções inimagináveis, em função da infinita capilaridade das redes sociais, conforme análise feita por Grasiela de Sena Monteiro Silva e Suzana Valente Battistella-Lima, em 2019. São milhões de usuários que acessam, a cada minuto, Facebook, Instagram, YouTube, Twitter, LinkedIn e etc., o que “torna a missão de conter sua proliferação praticamente uma tarefa impossível”.
Para entender como acontece uma crise digital, é preciso considerar que ela pode se desencadear tanto no mundo físico e partir para o digital, quanto se originar propriamente no mundo digital. Ou seja, há crises que se originam fora das mídias sociais, mas ganham força a partir do seu aparecimento nesses espaços, com o engajamento de usuários; e outras que surgem nas próprias mídias, causadas por pessoas que têm algum grau de influência e conseguem mobilizar a opinião pública.
Para Araújo (2020), crises acontecem em todas as organizações, em maior ou menor grau e em algum momento de sua história, quando a imagem da empresa será escrutinada pela opinião pública. Há algum tempo, antes do surgimento da Internet, o tempo que decorria para o público ficar a par de uma crise de uma organização era bem mais demorado, quando os meios de comunicação de massa possuíam toda a informação. Hoje, a informação está à mão de quem se dispuser a procurá-la, ou nem isso, ela chega sem que você nem mesmo queira. Em questão de minutos, uma notícia está em todas as redes sociais e, posteriormente, nos canais tradicionais de mídia.
Graças aos avanços tecnológicos, à comunicação instantânea pelos meios digitais e às inúmeras comunidades virtuais das redes sociais, a velocidade de circulação das informações no mundo é altamente rápida e abrangente. Com a internet, o mundo passou de uma sociedade limitada a ilimitada, devido à conexão entre as nações e da reestruturação de todo processo comunicacional.
Por isso a importância de as organizações estarem presentes em todos os meios digitais possíveis (tanto quanto possam monitorá-los) e tenham capacidade de responder ao seu público e interagir com ele o mais rápido possível, a fim de que a crise seja contida ou, pelo menos, gerenciada de forma a tentar preservar a imagem da empresa. Não é possível saber com certeza quando acontecerá uma crise digital, mas é possível se planejar, manter relações permanentes com stakeholders fundamentais e monitorar as mídias sociais para que se estejam preparados para combatê-la assim que prevista.

## Como surge uma crise digital
Considerando o cenário de crise, deve-se levar em conta que, num contexto de sociedade da informação, um acontecimento ganha muita visibilidade devido ao uso frequente das mídias digitais - que mudaram o comportamento de seus usuários e das empresas. As organizações se tornaram mais ativas e os consumidores mais informados (Dionísio et al., 2019). Essas mudanças de comportamento se dão devido aos novos media, que, segundo Hennig-Thurau, Malthouse, Friege, Rangaswamy, Gensler, Skiera e Lobschat (2010, p. 312), são “websites e outros canais de comunicação e de informação digital em que os consumidores são ativos, podendo o seu comportamento influenciar o comportamento dos outros, tanto em tempo real, como muito tempo depois, independentemente da sua localização (...) características que definem novos media: digitais, proativos, visíveis, ficam na memória, tempo real, omnipresentes e network”.
Para Ana Catarina Nunes Carvalho (2016), devido a essas mudanças de postura das empresas face à comunicação tradicional e a consequente adaptação à realidade online, a frase “se a sua empresa não está na internet, não existe”, nunca teve tanto efeito como nos dias de hoje.
E, apesar da presença online colocar as instituições mais próximas dos seus consumidores, clientes e stakeholders, permitindo uma maior interação com eles, ela também possibilita que as notícias, escândalos e opiniões se propaguem de forma mais rápida, tornando as organizações mais vulneráveis à opinião pública. Desta forma, ficam sujeitas ao risco de, a qualquer deslize, uma crise surgir.

## O papel do relações públicas no contexto digital
Neste contexto digital, surge o conceito de Online Public Relations (ePR), traduzido para o português como Relações Públicas em Contexto Digital (online), que são as práticas de relações públicas realizadas na internet (Chamusca e Carvalhal, 2010). As “ePRs pretendem construir relações fortes e mutuamente benéficas entre uma organização e seus diversos públicos" (Petrovici, 2014, p.80).
No seu estudo, Petrovici (2014) defende que a principal diferença das relações públicas online para as relações públicas tradicionais é a incorporação do poder do consumidor no ambiente digital. A mesma opinião é defendida por Lindon et al. (2004), ou seja, a grande vantagem que os social media trazem às relações públicas é o fato de estarem mais próximos dos seus públicos e de conseguirem passar a mensagem de acordo com as diferentes caraterísticas desse público. É possível existir uma maior proximidade entre os profissionais de eRPs e o público em geral. Para Mendes et al. (2006, p. 201), “estamos face a modelos de comunicação de duas vias com a influência das audiências por envolvimento ativo e participação direta, em vez dos tradicionais modelos de comunicação topo-base (descendentes) e unidirecionais”.
A maioria das boas práticas usadas pelos profissionais de relações públicas nos media tradicionais pode ser usada no domínio das ePRs, mesmo que em algumas das estratégias seja necessária uma certa atualização (Freberg, 2012).

## Prevenção de crise
Segundo González-Herrero e Ruiz de Valbuena (2006), os profissionais de ePRs precisam de entender todo o ambiente da empresa, uma vez que os processos geridos em ambiente digital apresentam características diferentes dos processos de relações públicas considerados mais tradicionais. Os monólogos, que outrora caracterizavam a atuação destes profissionais, passaram para um diálogo, com possibilidade de inversão de papéis (Petrovici, 2014). Esta importância advém do fato de existir - quer por parte do consumidor em geral, quer por parte dos próprios jornalistas - uma procura de informação primária através dos meios digitais colocados à disposição. Algumas empresas já adaptaram inclusive os próprios websites com online “newsrooms”, tendo em conta a procura de informação primária pelos jornalistas através da internet (Callison, 2003; Sung e Hwang, 2014).
Nesse sentido, as empresas deverão adaptar os seus procedimentos, incorporando os inputs do profissional de ePRs nas estratégias da empresa, fomentando um maior trabalho em equipe, tendo sempre como objetivo uma comunicação integrada, rápida e estratégica (Chamusca e Carvalhal, 2010; Stříteský et al., 2015).
Num cenário de crise, a atuação eficiente dos profissionais de relações públicas é crucial para que as estratégias de comunicação atuem mais rapidamente. Neste ambiente digital, onde existe um elevado volume de informação, vozes autoritárias, que não tenham em conta as necessidades de informação dos vários públicos, podem não ser bem recebidas devido ao ruído feito pelos social media. Uma vez que a internet possibilita a segmentação de audiências, o trabalho dos ePRs deverá iniciar muito antes de a crise vir à tona, ou seja, estes profissionais deverão fazer um trabalho de pesquisa e monitoramento dos vários públicos, adaptando a informação aos diferentes públicos-alvo.
No ambiente digital, os profissionais de ePR deverão estar em contato com o público para conhecê-lo. Assim, aproveitando as plataformas online existentes, deverão fazer um trabalho mais próximo de monitoramento, utilizando, por exemplo, questionários de satisfação e prospecção de mercado. O serviço de atendimento ao cliente também deverá ser modificado, tendo em conta esta nova variável (Chamusca e Carvalhal, 2010).
Para Chamusca e Carvalhal (2010), as principais adaptações são:
- Publicação de eventos ao vivo (lives), utilizando as novas plataformas e as novas opções de comunicação oferecidas por elas;
- Pontos de identidade visual, tendo como principal objetivo a comunicação integrada entre todas as ferramentas online utilizadas;
- Clipping virtual para auxiliar os jornalistas das assessorias;
- Blogs organizacionais;
- Chats para ajuda ao consumidor;
- Dependendo da empresa, colocar as ferramentas online utilizadas em diferentes línguas.

Os ePRs deverão ter em conta que cada consumidor tem o poder de ampliar conteúdo e, nesse sentido, as comunicações deverão ser cada vez mais diretas, uma vez que consumidores compram a confiança. Paralelamente, são as ideias que se vendem e não as histórias (Chamusca e Carvalhal, 2010).
Portanto, esse monitoramento das mídias e esse olhar estratégico para as interações ou falta delas com seu público devem ser constantes, conforme corrobora Baldissera e Silva (2019).

## Comunicação e estratégias de gestão de crise no ambiente digital
A comunicação no ambiente digital não exclui a necessidade de se comunicar no meio offline. Assim, pode-se dizer que, como algumas crises nascem no meio digital e permanecem apenas nele, o foco da comunicação deve ser ali. No entanto, se a crise é expandida para além do ambiente digital, tornando-se pauta de veículos jornalísticos ou circulando de outras maneiras no meio offline, é preciso que as organizações atentem para a comunicação tanto online como offline, sempre aliando discursos e posicionamentos (TEIXEIRA, 2011).
Apesar dos inúmeros riscos que o ambiente digital pode apresentar às organizações, ele também apresenta várias novas possibilidades no que diz respeito à gestão de crise. Isso não significa, porém, que as práticas tradicionais de gestão de crise devam ser substituídas.
Como o sucesso do gerenciamento de crise depende diretamente do que foi planejado, Teixeira (2011)6 defende que se deve pensar no planejamento de crise também no ambiente online, criando um plano ou manual de comunicação específico para o meio digital. Entretanto, é necessário um alinhamento estratégico, com mensagens unificadas, que compreendam a dinâmica do ambiente online, mas que sigam a premissa do plano de crise como um todo (TEIXEIRA, 2011).
É nesse sentido que surge a necessidade de adaptar as estratégias, planos e dicas de comunicação de crise ao ambiente digital, uma vez que este ambiente possui variáveis não contempladas na comunicação de crise chamada “tradicional”. De acordo com Coombs (2014), as estratégias não mudam, o que muda é a maneira como são executados os diferentes elementos.
Existem duas linhas orientadoras que têm sido abordadas nos últimos anos, referentes à comunicação de crise em ambiente digital (Coombs, 2014):
1.    Comunicação de crise interna: os trabalhadores da empresa podem se tornar embaixadores. Os trabalhadores são vistos como participantes ativos e não passivos.
2.    Rebentar a trovoada (stealing thunder): a crise faz menos estragos reputacionais, se a organização for a primeira a reportar a crise.
Para Coombs e Holladay (2012), os gestores devem escolher entre três estratégias de resposta primária:
Refutar: lutar contra o desafio. Os autores defendem que a organização deverá contradizer o acusador, sublinhando a imoralidade das suas ações.
Reformular: esta estratégia passa pela mudança de atitude por parte da organização, onde se refletem as exigências dos seus públicos, reconhecendo que efetivamente existe um problema.
Recusar: os gestores ignoram a acusação com a expectativa que a mesma seja esquecida. Paralelamente optam por criar mensagens positivas acerca da organização. Pretende-se que a informação positiva desvaneça o rumor das informações negativas.

## Ações de comunicação durante a crise digital
O plano deve incluir ações para o site da organização, bem como para os sites de redes sociais nos quais a organização se faz presente. Como cada site de rede social possui sua própria dinâmica, é necessário que as ações sejam estruturadas, levando em conta as características de cada site e, ainda, sejam pensadas especificamente para o público presente no espaço digital (TEIXEIRA, 2011).
Nas situações de crise da atualidade, os públicos, inclusive os veículos jornalísticos, tendem a procurar informações primárias através dos canais digitais da organização (TEIXEIRA, 2011). Por isso, a comunicação de crise no ambiente digital deve contemplar um planejamento bem estruturado.
Pensando na identificação de riscos, o volume de dados das redes sociais e as ferramentas disponibilizadas podem se tornar aliadas das organizações na hora de gerenciar uma crise. Além do recurso interativo e da amplitude de alcance, as novas ferramentas oportunizam o monitoramento constante de informações. Por meio do monitoramento, pode-se conhecer os públicos da organização presentes nas redes e, assim, identificar tendências de mercado que podem gerar insights estratégicos. Além disso, possibilita números e indicadores que validem ou invalidem determinada estratégia e viabiliza a identificação de como a organização é percebida nas redes sociais. Esse acompanhamento, se realizado de maneira investigativa e preventiva, auxilia na identificação de sinais relativos à imagem e à reputação organizacional e na identificação de crises de imagem que se aproximam (MORTARI; SANTOS, 2016, p.101).
O monitoramento e análise das informações que circulam nas redes online são fundamentais para a identificação de riscos nestes espaços, podendo sinalizar o início de movimentações fora dos padrões de normalidade, possibilitando a antecipação à crise (TEIXEIRA, 2011). Além disso, Coombs e Holladay (2012) enfatizam a importância da empresa responder através do meio/canal onde iniciou o problema e utilizar múltiplos meios e canais de comunicação (incluindo a mídia online e os meios tradicionais).
Para planejar como e o quê comunicar, visando suprir a busca constante por informações, é importante conhecer o público presente nas redes sociais digitais, visto que os conteúdos que serão publicados passam pelo entendimento do público da página. Assim, tão importante quanto à postagem do conteúdo, é entender com quem se está falando e quais são seus interesses (RECUERO, 2012). Nesse sentido, Coombs e Halladay (2014) defendem que os gestores e profissionais da área da gestão de crise devem ter em atenção três tipos de públicos:
1.    Influenciadores: criam informação para ser consumida por terceiros;
2.    Seguidores: os que consomem a informação;
3.    Inativos: recebem a informação através do boca a boca.
Como os influenciadores são centrais no processo de disseminação de informação e na formação de opinião dos demais públicos, é importante que as organizações atentem para os influenciadores do seu público-alvo, influenciadores que abordam assuntos de interesse da própria organização ou, ainda, assuntos relacionados às causas da crise.
Pensando nas ações de comunicação, Forni (2013) defende que a utilização da internet não deve se limitar à postagem de notas nas páginas oficiais, mas demais conteúdos, como entrevistas em vídeo e a manifestação de terceiros sobre a crise podem ser publicadas. Segundo o autor, em casos mais graves, como quando existe danos à vida e recall de produtos, por exemplo, é recomendada a criação de diferentes páginas na Internet, concentrando todas as informações sobre o caso para atender a demanda específica de cada o público (FORNI, 2013).
Além disso, dependendo do tipo e consequências da crise, Teixeira (2011) sugere a implementação de chats online para esclarecimento de dúvidas, com atendentes capacitados e previamente treinados. Essa ideia também cabe ao Facebook, que possui bate-papo e pode ser um meio pelo qual os públicos buscarão informações. Nessa perspectiva, os autores chamam a atenção para a utilização dos meios online, dando ênfase à humanização da empresa.
Teixeira (2011) salienta que, da mesma forma que o plano de comunicação de crise só funciona caso a organização já mantenha um sistema de comunicação estruturado, o plano voltado para a comunicação digital só é viável se a organização já executa práticas estratégicas nesse ambiente (TEIXEIRA, 2011).
Remetendo à obra de Patrícia Brito Teixeira (2013), Grasiela de Sena Monteiro Silva e Suzana Valente Battistella-Lima também destacam dez passos importantes para seguir no gerenciamento dos efeitos de uma crise que ganha as redes sociais:
- Manter um monitoramento constante das redes sociais;
- Estabelecer procedimentos formais para gerenciamento de crise;
- Não ficar em silêncio - o problema não vai desaparecer sozinho;
- Ser rápido na resposta;
- Se realmente ocorreu um erro de responsabilidade da empresa, assumir;
- Suspender as ações de marketing da empresa no canal onde a crise está
- Instaurada;
- Não fomentar a discussão;
- Pessoas querem ouvir pessoas;
- Ser criativo;
- Comunicar os aprendizados e as medidas tomadas para evitar reincidência.

## Crises geradas por influenciadores digitais
Issaaf Karhawi8 (2019) expôs os riscos que influenciadores digitais podem trazer às marcas e, no bojo, propostas para evitar ou lidar com as crises deles originadas. Detentores de milhares ou até milhões de seguidores, da mesma forma que podem beneficiar uma marca, os influenciadores digitais também podem macular a sua imagem e a sua reputação, por meio de diversas situações ou ações. Ao discorrer sobre isso, Karwhawi primeiramente descreve os seis tipos de crise enfrentadas na era digital a partir das definições de Christopher Barger:
1.    Crise gerada por funcionário;
2.    Crise por falha no SAC;
3.    Crise de campanha;
4.    Crise por falha nas mídias sociais;
5.    Brain freeze organizacional (alguma atitude insensível ou idiota tomada pela empresa);
6.    Desastre organizacional.
Karwhawi explica que, como, ao ser contratado pela marca para promovê-la, o influenciador digital “deixa de ser apenas um consumidor influente nas redes sociais e passa a ser encarado como público diretamente ligado à reputação de uma marca”, ele se encaixaria numa nova modalidade de crise na era digital.
Na esteira das ações preventivas de crises que possam ser causadas por influenciadores, cabe às empresas olhar não somente para o número de seguidores do futuro parceiro, mas para o seu histórico. "De que forma ele influencia seus seguidores? Como essa relação de confiança foi construída? O que o diferencia de outros influenciadores e o coloca nesse lugar de prestígio e reputação?" são algumas das perguntas que a empresa precisa fazer.
Assim como destacado por Grasiela de Sena Monteiro Silva e Suzana Valente Battistella-Lima, Karwhawi elenca o monitoramento constante do público pelas redes sociais como um dos fatores mais preponderantes para na prevenção de uma crise digital. Citando Tarcízio Silva, ele esclarece que esse monitoramento consiste em “coleta, armazenamento, classificação, categorização, adição de informações e análise de menções online públicas a determinado(s) termo(s) previamente definido(s) e seus emissores”.
Além disso, a prevenção de uma crise também reside em sempre questionar, ainda durante o planejamento da ação de comunicação/ campanha publicitária, se existe a possibilidade de dali se gerar uma crise. E isso inclui, segundo Karwhawi, checar rigorosamente se a missão, visão e valores dos influenciadores estão alinhados aos da empresa, e como a presença/atuação daquele influenciador afeta a marca.

## Crises emblemáticas de influenciadores brasileiros
Karwhawi cita alguns casos para exemplificar crises geradas por influenciadores digitais:
Em outubro de 2015, a blogueira fitness Gabriela Pugliesi promoveu uma festa do pijama com as amigas. A influencer criou e postou nas redes sociais um “código de condutas” para as convidadas, entre as quais estava prometer “dançar igual a Madonna, mesmo que acabe saindo uma dança de alguém quem acabou de fugir da Apae”. As camisolas que seriam usadas pelas convidadas e por Pugliesi haviam sido doadas pela marca Hope, que, diante do desastroso post, recebeu uma chuva de reclamações das consumidoras. A reação da empresa foi apenas dizer que não foi autora de nenhum tipo de discriminação à Apae e que não se responsabilizava “pela postura e posicionamento das convidadas”, comunicado que foi muito mal recebido por muitas seguidoras.
Em 25 de abril de 2020, em plena pandemia da Covid-19, a blogueira se envolveu em outro caso polêmico, ao promover uma festa. Estima-se que Pugliesi tenha perdido mais de R$ 3 milhões com quebras de contratos de patrocínio. Após a repercussão negativa, a blogueira pediu desculpas e declarou estar arrependida.
Em junho de 2018, durante a Copa do Mundo, o youtuber Júlio Cocielo twitou a seguinte frase, comentando a agilidade do jogador negro Kylian Mbappé: “Mbappé conseguiria fazer uns arrastão top na praia hein”. O tweet fez seguidores das marcas com as quais o influencer tinha alguma relação questionarem quais seriam as atitudes das empresas. A Submarino cancelou a campanha que tinha naquele momento com Cocielo e divulgou no seu perfil do Twitter: "O Submarino repudia veementemente qualquer manifestação racista e tomará as providências necessárias". A Adidas também suspendeu a relação comercial que tinha com o influenciador, em repúdio à atitude racista. “O posicionamento das organizações se deu por uma exigência dos consumidores revelando que, em alguma medida, os públicos se sentirem lesados pela situação gerada pelo youtuber”, foi a avaliação feita por Karwhawi.
Em 8 de setembro de 2020, a Justiça aceitou denúncia do Ministério Público de São Paulo e o youtuber virou réu pelo crime de racismo, por causa de postagens feitas em redes sociais, entre 2 de novembro de 2011 e 30 de junho de 2018.
Avaliação crítica da atuação de influenciadores digitais
Todas as crises geradas por influenciadores digitais são, primeiramente, crises para eles próprios, suas imagens, suas reputações. Cabe às empresas, segundo Karwhawi, levar em conta a potencial vulnerabilidade da atuação com influenciadores, o que só é possível a partir de um “exercício crítico sobre as falhas (evitáveis) das parcerias entre marcas e influenciadores digitais”.

## A importância do pós-crise
No período pós-crise, o monitoramento nas redes sociais permite a realização de análises retóricas ou de conteúdo, servindo de base e direcionando as ações de recuperação. No entanto, em virtude das características das redes sociais digitais, o assunto da crise pode permanecer vivo por meses ou, em um momento qualquer, ser revivido, visto que as informações continuarão acessíveis. Assim, finalizar uma crise na sociedade de informação é um desafio, pois a capacidade de busca mantém o caso “vivo” (TEIXEIRA, 2011).
Pensando nisso, as ações no pós-crise vão no sentido de tentar minimizar os estragos provocados pela velocidade de propagação da informação. Os autores González-Herrero e Smith (2008) enfatizam a necessidade da revisão da situação e dos planos de gestão de crise.
Segundo Coombs (2007), Benoit (1997), Veil e Husted (2015), no pós-crise, a fim de reparar a imagem e a reputação da organização, recomenda-se:
- Caso seja culpa da empresa, ela deve assumir imediatamente;
- Continuar dando informações acerca dos esforços que a empresa está desenvolvendo para minimizar os danos causados (follow-up);
- Fazer revisões ao plano inicialmente previsto;
- Analisar a situação e incorporar as lições retiradas no plano de gestão de crise.

Por fim, no período pós-crise, quando as atividades da organização e dos envolvidos voltam a sua normalidade e quando a crise sai do foco da opinião pública, deve-se realizar levantamentos e pesquisas de opinião na intenção de dar base para as próximas decisões a serem tomadas. Além disso, não apenas deve-se preocupar com a recuperação da imagem e reputação, mas também é necessário analisar e refletir sobre todo o acontecido para que o plano de crises seja reestruturado e atualizado (DORNELLES, 2012).

## Casos de repercussão no Brasil
De acordo com levantamento feito por Grasiela de Sena Monteiro Silva e Suzana Valente Battistella-Lima, alguns dos casos brasileiros mais emblemáticos de crise digital foram:
- Morte de um cachorro no Supermercado Carrefour de Osasco/SP (O Caso Manchinha): um segurança contratado, de uma empresa terceirizada, agrediu um vira-lata até a morte, no dia 28 de novembro de 2018.

Após o episódio, a rede de supermercados não apenas silenciou a respeito do ocorrido como adotou uma série de procedimentos descolados da realidade, ignorando o que milhares de seguidores/usuários das redes sociais relatavam. Em resumo, a empresa só se manifestou pela primeira apenas seis dias após a morte do cachorro, com uma nota de esclarecimento. E somente dez dias após a morte do vira-lata (08/12/2018) que o Carrefour se posicionou de forma mais contundente e divulgou ações mais claras sobre o ocorrido. Por fim, quase 60 dias depois da morte do cachorro (24/01/2019), a rede anunciou a doação de ração para uma ONG de animais em situação de risco, no interior de São Paulo.
Em março de 2019, a empresa anuncia que firmara um acordo com o Ministério Público de SP, que prevê a doação de R$ 1 milhão em fundo para cuidados de animais.
- Morte de um cliente negro no supermercado Extra da Barra da Tijuca, no Rio de Janeiro - RJ: um segurança matou um jovem de 19 anos, durante uma confusão, com um golpe conhecido como “mata-leão”, no dia 14 de fevereiro de 2019.

Apesar de não ter se manifestado no mesmo dia da morte, o Extra se posicionou nas redes sociais no dia seguinte, tanto no Facebook quanto no Instagram. Trata-se de um exemplo de crise de “grande repercussão, mas que não se perpetuou no tempo”, uma vez que adotou medidas concretas, “instalando uma sindicância interna, rescindindo o contrato com a empresa terceirizada e se solidarizando com a família da vítima”.
- Problemas de qualidade dos produtos: No dia 20 de janeiro de 2011, um cliente da Brastemp, revoltado, fez um vídeo, em frente à sua casa, com a faixa “A Brastemp trata mal os seus clientes, quer saber por quê?”

Depois de ter a informação de que a solução para o defeito da geladeira Brastemp que comprara seria a troca de uma peça que, na época, custaria R$ 3 mil - mais do que o valor de uma nova -, o consumidor fez um acordo com a fabricante, que lhe garantiu um novo refrigerador, a preço de custo, bastando que fosse feita a devolução do que estava com defeito. Sessenta dias após o acordo e sem a troca do produto, o cliente, revoltado, postou um vídeo que teve mais de cem mil visualizações, na época, e, hoje acumula quase 1 milhão de views.
A empresa tomou conhecimento do vídeo no mesmo dia e contatou o cliente, reconhecendo o erro. Quatro dias depois, o cliente recebeu um novo refrigerador, sem custos.
- Assédio no bar Quitandinha: cliente vítima de assédio no Bar Quitandinha, na Vila Madalena, relatou o caso no Facebook, em 5 de fevereiro de 2015.

Como pontuado por Grasiela de Sena Monteiro Silva e Suzana Valente Battistella-Lima, a sequência de falhas da empresa foi tão significativa que o caso é comumente citado em pesquisas “como um exemplo de crise corporativa com repercussão negativa”. Isso porque, além de o relato da jovem - que foi vítima junto com uma amiga - ter tido mais de 136 mil curtidas e milhares de comentários, a primeira reação da empresa foi questionar a versão das clientes. A reação impensada gerou, no Facebook do bar, “mais de 25 mil avaliações negativas e 400 positivas”, o que demonstra como o caso se transformou num verdadeiro ativismo digital na rede social, em favor das vítimas e contra a empresa. No dia 16 daquele mês, o bar decide publicar um vídeo, no YouTube, com imagens das câmeras de segurança, editadas, tentando desconstruir ou desmentir toda a história relatada pelas clientes.